# 청령포역
청령포역(Cheongnyeongpo station, 淸泠浦驛)은 강원특별자치도 영월군 영월읍 하송1리에 위치한 태백선의 철도역이다.
인근에 조선 단종의 유배지였던 청령포가 위치해 있어 그에 따라 역명을 제정하였다. 역명과는 달리 청령포는 남면에 있다.
여객 취급은 하지 않으며, 개역 이후로 지금까지 신호장으로 운영되고 있다.

## 연혁
- 1978년 1월 1일 : 신호장으로 영업 개시
- 1995년 8월 10일 : 역무원 배치
- 2005년 4월 1일 : 역무원 철수
- 2013년 11월 14일 : 제천 기점 31.6km로 변경[1]